# صابر حرداني
صابر حرداني (بالفارسية: صابر حردانی) هو لاعب كرة قدم إيراني من مواليد 27 أكتوبر 1996، يلعب مع نادي نساجي مازندران في دوري المحترفين الإيراني.

## روابط خارجية
- صابر حرداني على موقع قاعدة بيانات كرة القدم.إي يو (الإنجليزية)
- صابر حرداني على موقع Soccerway.com (الإنجليزية)